# Charles Théodore Bernier
Pour les articles homonymes, voir Bernier.

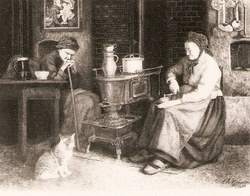
Les vieilles, 1902.

Charles Bernier est un artiste peintre et graveur belge né à Angre (Honnelles) le 1er juin 1871 et mort à Angre le 9 juillet 1950.

## Biographie
Charles Théodore Bernier, né le 1er juin 1871 à Angre est le fils de Théodore Bernier, archéologue régional, et de Stéphanie Baudour. Il est le frère de Michel Bernier, également graveur et peintre. Le 3 mai 1897, il épouse Euphrasie Goret à Mons. 
Dessinateur doué dès son adolescence, il quitte l’Athénée royal de Mons pour embrasser une carrière artistique. Il étudie le dessin à l'Académie royale des Beaux-Arts de Mons avec Antoine Bourlard et la gravure avec Auguste Danse. 
En 1891, il reçoit à vingt ans le premier Prix de Rome en gravure. De 1892 à 1893, il poursuit sa formation à l'École des Beaux-Arts de Paris où il est l'élève de Léon Bonnat. 
En 1896, il fait la connaissance du poète et écrivain belge Émile Verhaeren lors d'une visite impromptue de ce dernier à Angre. Ils deviendront d'excellents amis.
Il remporte de nombreux prix aux expositions de Bruxelles, Liège, Anvers et Saint-Louis et au Salon des artistes français à Paris. Il acquiert une grande renommée et le pape Pie X le sollicite pour graver son portrait qu'il exposera au Grand Palais à Paris en 1904. Le gouvernement français fait l'acquisition de plusieurs de ses eaux-fortes.
Il est séduit par l’impressionnisme, mais il est surtout portraitiste. Ses sujets sont inspirés des tableaux des maîtres anciens ou contemporains, par son village d’Angre et sa région pour ses paysages. 
En octobre 1922, Charles Bernier est nommé inspecteur de l’enseignement de dessin dans les établissements d'enseignement moyen et dans les écoles normales primaires. Il prend sa retraite à soixante ans en 1932.
Il meurt à Angre le 9 juillet 1950 et est inhumé dans son village natal.

## Hommages et distinctions
En 1945, il est honoré par sa province en tant que lauréat des Prix quinquennaux des « Amis du Hainaut ».
De son vivant, en 1949, la commune d'Angre lui dresse une statue, œuvre du sculpteur français Elie Raset.  
En septembre 2008, est organisée, dans le cadre des Journées du Patrimoine en Wallonie, une exposition rétrospective des œuvres de Charles Bernier. 
Les distinctions suivantes lui ont été décernées :
- Chevalier de l'ordre de Léopold en 1921 (Belgique) ;
- Officier de l'ordre des Palmes académiques (France).